# Saint-Benoît-la-Chipotte
Pour les articles homonymes, voir Saint-Benoît et La Chipotte.
Saint-Benoît-la-Chipotte est une commune française située dans le département des Vosges en région Grand Est.
Ses habitants sont appelés les Bénédictains.

## Géographie

### Localisation

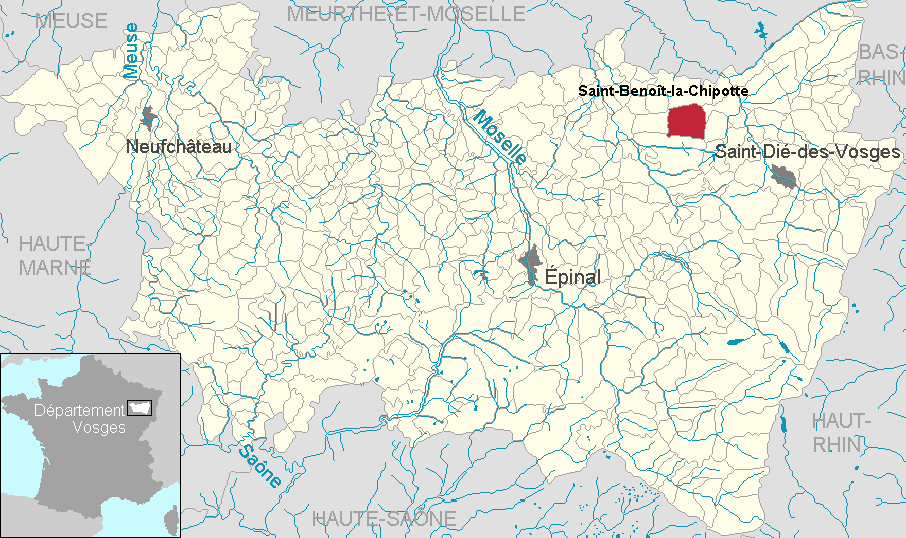
Localisation dans le département.

Saint-Benoît-la-Chipotte est une localité essentiellement agricole et forestière sur les premières collines du massif des Vosges.
Elle se trouve à 7 km de Rambervillers et à 14 km de Raon-l'Étape par le col de la Chipotte (456 m). Sa superficie est de 2 069 hectares dont 82 hectares en forêt communale.
| Ménil-sur-Belvitte | Sainte-Barbe             |                       |
| Brû                | Saint-Benoît-la-Chipotte | Étival-Clairefontaine |
|                    | Jeanménil                | Saint-Remy            |

### Géologie et relief
Niché dans la vallée du Monseigneur, affluent droit de la Mortagne, adossé aux premiers contreforts du massif vosgien, le village jouit d'un micro-climat favorable. Le relief s'élève à l'est (Barrémont, Varrinchâtel), ligne de crêtes partagée avec Saint-Remy.
La commune se compose de 57,06 hectares de territoires artificialisés (2,76 %), 344,09 hectares de territoires agricoles (16,64 %) et 1 666,96 hectares de forêts et milieux semi-naturels (80,61 %).
Espaces naturels :
- Un espace protégé Natura 2000 : Massif vosgien[4],
- Une zone naturelle d'intérêt écologique, faunistique et floristique (Znieff) :  Massif vosgien[5].

### Hydrographie et les eaux souterraines
Hydrogéologie et climatologie : Système d’information pour la gestion des eaux souterraines du bassin Rhin-Meuse :
Territoire communal : Occupation du sol (Corinne Land Cover); Cours d'eau (BD Carthage),
Géologie : Carte géologique; Coupes géologiques et techniques,
 Hydrogéologie : Masses d'eau souterraine; BD Lisa; Cartes piézométriques.
La commune est située dans le bassin versant du Rhin au sein du bassin Rhin-Meuse. Elle est drainée par le ruisseau Monseigneur et le ruisseau du Faux Rupt,.
Le ruisseau Monseigneur, d'une longueur totale de 13,4 km, prend sa source dans la commune  et se jette dans la Mortagne à Rambervillers, après avoir traversé trois communes.

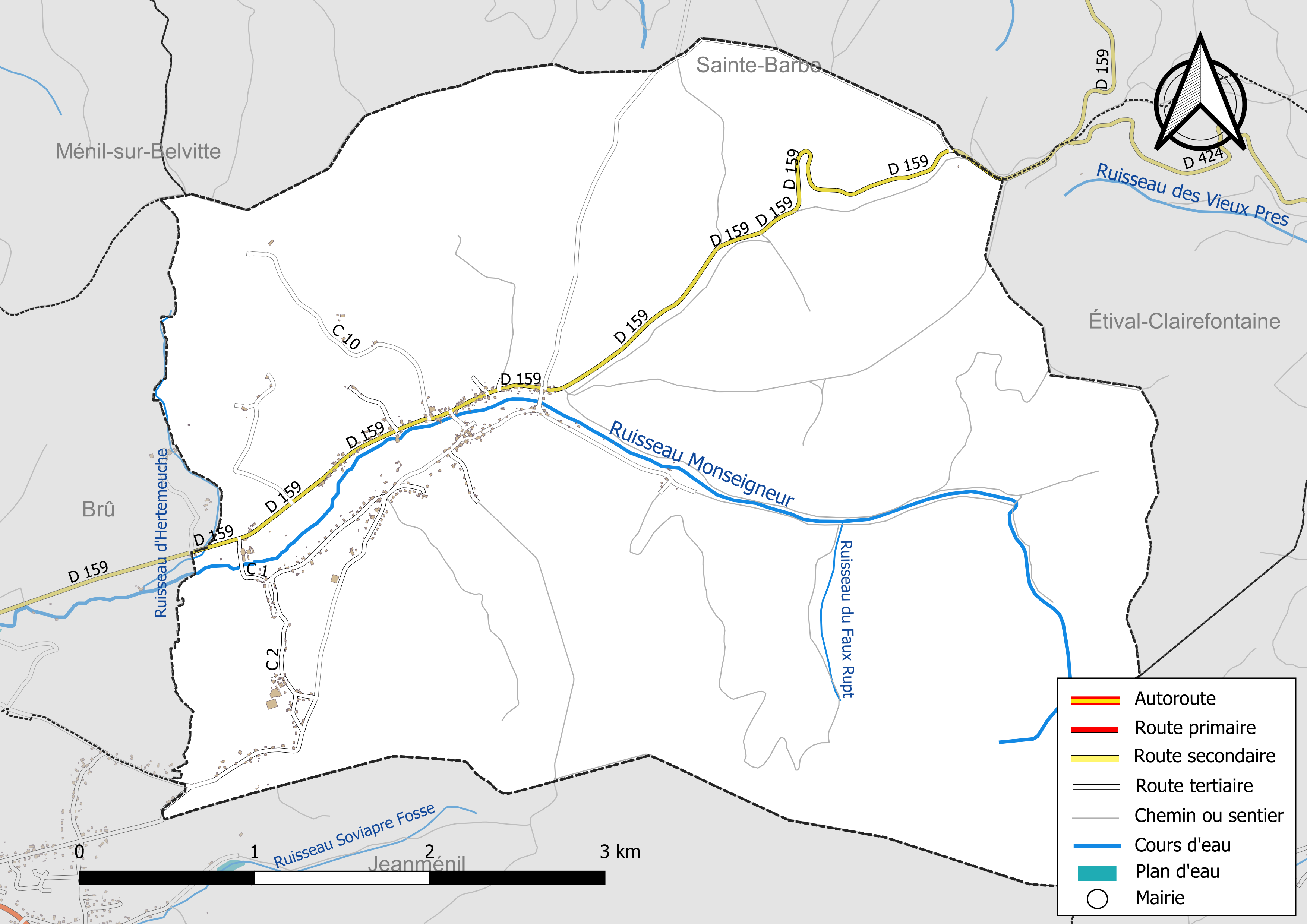
Réseaux hydrographique et routier de Saint-Benoît-la-Chipotte.

La qualité des eaux des cours d’eau peut être consultée sur un site dédié géré par les agences de l’eau et l’Agence française pour la biodiversité.

### Climat
Pour des articles plus généraux, voir Climat du Grand Est et Climat du département des Vosges.
En 2010, le climat de la commune est de type climat de montagne, selon une étude du Centre national de la recherche scientifique s'appuyant sur une série de données couvrant la période 1971-2000. En 2020, Météo-France publie une typologie des climats de la France métropolitaine dans laquelle la commune est exposée à un climat semi-continental et est dans la région climatique  Vosges, caractérisée par une pluviométrie très élevée (1 500 à 2 000 mm/an) en toutes saisons et un hiver rude (moins de 1 °C).
Pour la période 1971-2000, la température annuelle moyenne est de 9,6 °C, avec une amplitude thermique annuelle de 17 °C. Le cumul annuel moyen de précipitations est de 1 003 mm, avec 12,1 jours de précipitations en janvier et 10,3 jours en juillet. Pour la période 1991-2020, la température moyenne annuelle observée sur la station météorologique de Météo-France la plus proche, « Roville », sur la commune de Roville-aux-Chênes à 10 km à vol d'oiseau, est de 10,3 °C et le cumul annuel moyen de précipitations est de 833,3 mm. 
La température maximale relevée sur cette station est de 40 °C, atteinte le 25 juillet 2019 ; la température minimale est de −24,5 °C, atteinte le 2 janvier 1971,,.
Les paramètres climatiques de la commune ont été estimés pour le milieu du siècle (2041-2070) selon différents scénarios d'émission de gaz à effet de serre à partir des nouvelles projections climatiques de référence DRIAS-2020. Ils sont consultables sur un site dédié publié par Météo-France en novembre 2022.

## Urbanisme

### Typologie
Au 1er janvier 2024, Saint-Benoît-la-Chipotte est catégorisée commune rurale à habitat dispersé, selon la nouvelle grille communale de densité à sept niveaux définie par l'Insee en 2022.
Elle est située hors unité urbaine. Par ailleurs la commune fait partie de l'aire d'attraction de Rambervillers, dont elle est une commune de la couronne,. Cette aire, qui regroupe 15 communes, est catégorisée dans les aires de moins de 50 000 habitants,.

### Occupation des sols
L'occupation des sols de la commune, telle qu'elle ressort de la base de données européenne d’occupation biophysique des sols Corine Land Cover (CLC), est marquée par l'importance des forêts et milieux semi-naturels (80,6 % en 2018), une proportion sensiblement équivalente à celle de 1990 (80,9 %). La répartition détaillée en 2018 est la suivante : 
forêts (79,3 %), prairies (11 %), terres arables (3,2 %), zones urbanisées (2,8 %), zones agricoles hétérogènes (2,4 %), milieux à végétation arbustive et/ou herbacée (1,3 %). L'évolution de l’occupation des sols de la commune et de ses infrastructures peut être observée sur les différentes représentations cartographiques du territoire : la carte de Cassini (XVIIIe siècle), la carte d'état-major (1820-1866) et les cartes ou photos aériennes de l'IGN pour la période actuelle (1950 à aujourd'hui).

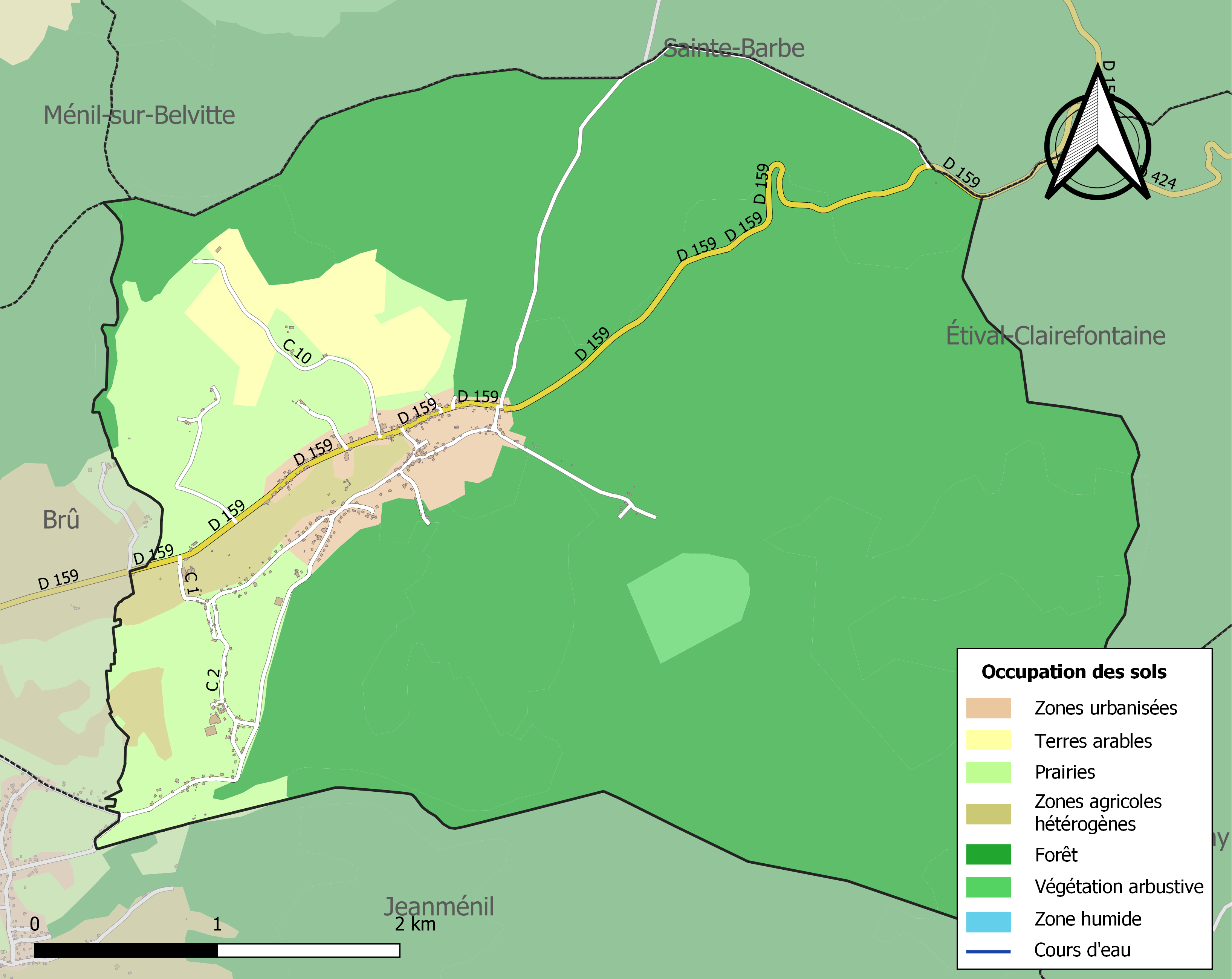
Carte des infrastructures et de l'occupation des sols de la commune en 2018 (CLC).

### Voies de communications et transports

#### Voies routières
- D159bis vers Rambervillers, Raon-l'Étape[20].
- D9 vers Baccarat.

#### Transports en commun

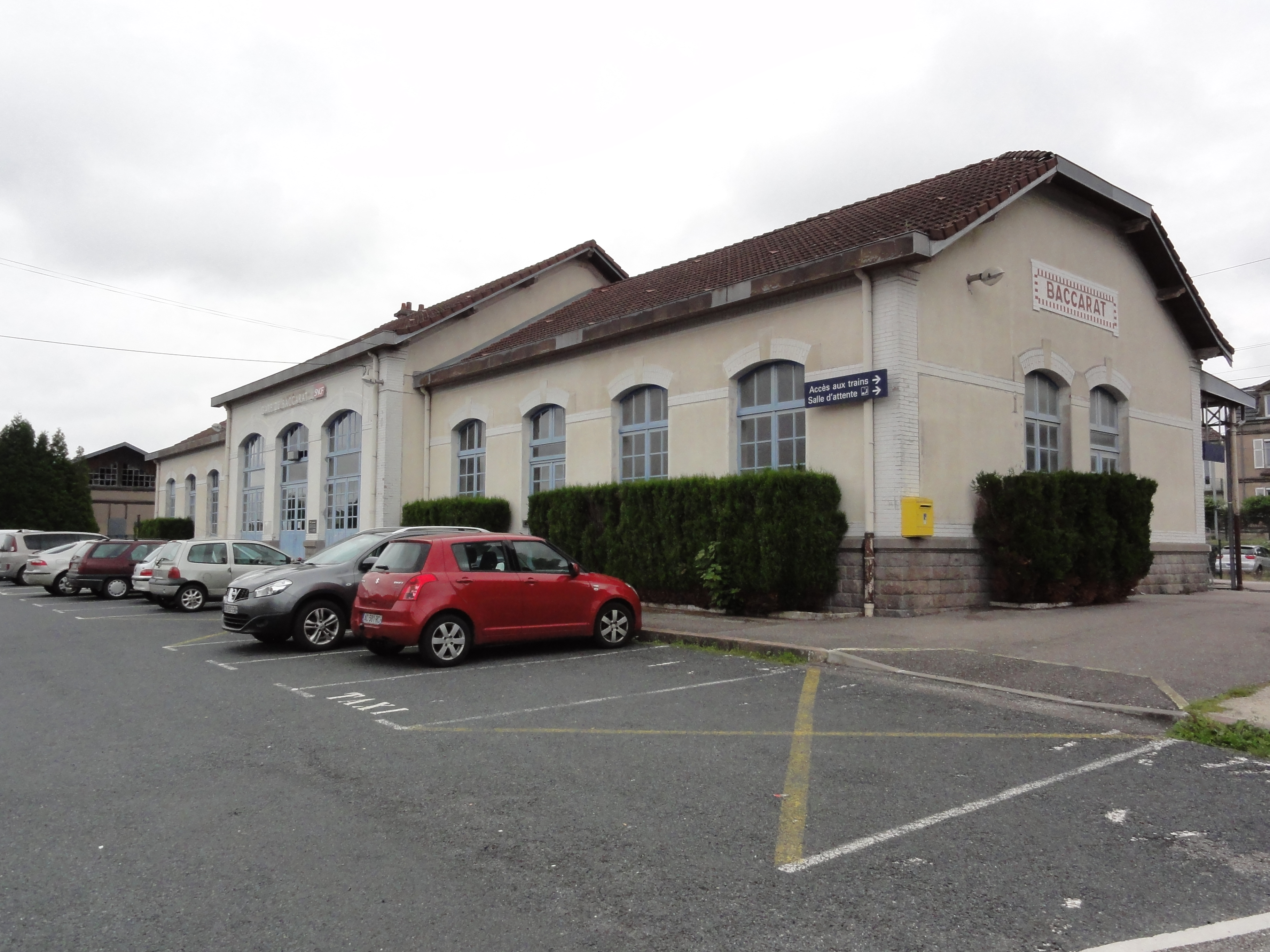
Gare de Baccarat.

- Fluo Grand Est.

#### Lignes SNCF
- Gare de Thiaville,
- Gare de Bertrichamps,
- Gare de Baccarat,
- Gare d'Étival-Clairefontaine,
- Gare de Saint-Michel-sur-Meurthe.

#### Transports aériens
- L'Aéroport d'Épinal-Mirecourt « Vosges Aéroport ».

À partir de l'été 2021, l’aéroport d’Épinal-Mirecourt est devenu le "pélicandrome" de la Zone Est et servira ainsi de base de ravitaillement et d’intervention pour les avions bombardiers d’eau connus sous le nom de Dash 8.
- Aéroport de Nancy-Essey.

## Toponymie
Le nom de la localité est attesté sous les formes Parrochia Sancti Benedicti (avant 1164) ; Saint Benoit (1306) ; Seint Benoit (1306) ; Saint Benoist (1396) ; Jehan de Saint Benoid (XIVe siècle) ; Sanct Benoit (1490) ; Sanctz Benoit (1510) ; Saint Benoist (1656) ; San Benedictus (1768) ; Saint-Benoît-en-Voge (1779).

Saint-Benoît est un hagiotoponyme.
Le surnom actuel de la commune lui a été attribué par le décret du 3 mai 1925 pour commémorer les combats du col de la Chipotte, livrés en septembre 1914.

## Histoire
Les textes évoquent, dès avant 1164, une paroisse de Saint-Benoît.
Son église, dédiée à saint Benoît (aujourd’hui saint Étienne) était succursale de Brû.
D'importants combats, particulièrement meurtriers, se sont en effet déroulés du 26 août au 24 septembre 1914,.
La commune a été décorée le 30 août 1920 de la croix de guerre 1914-1918.

## Lieux et monuments

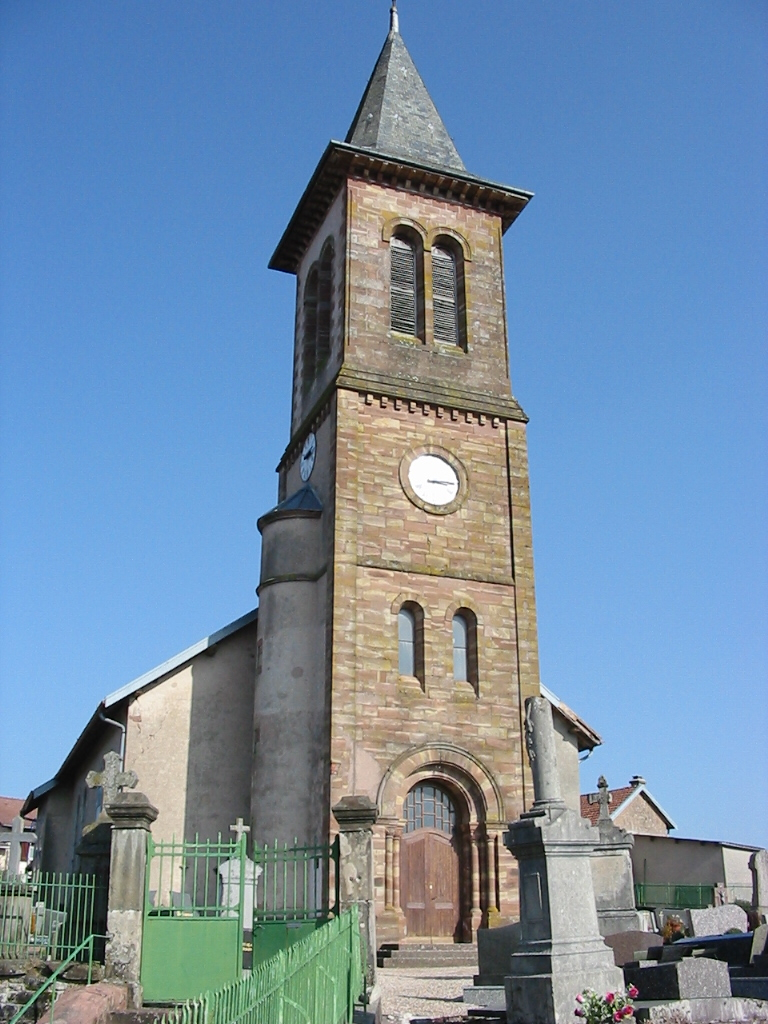
Église Saints-Benoît-et-Étienne.
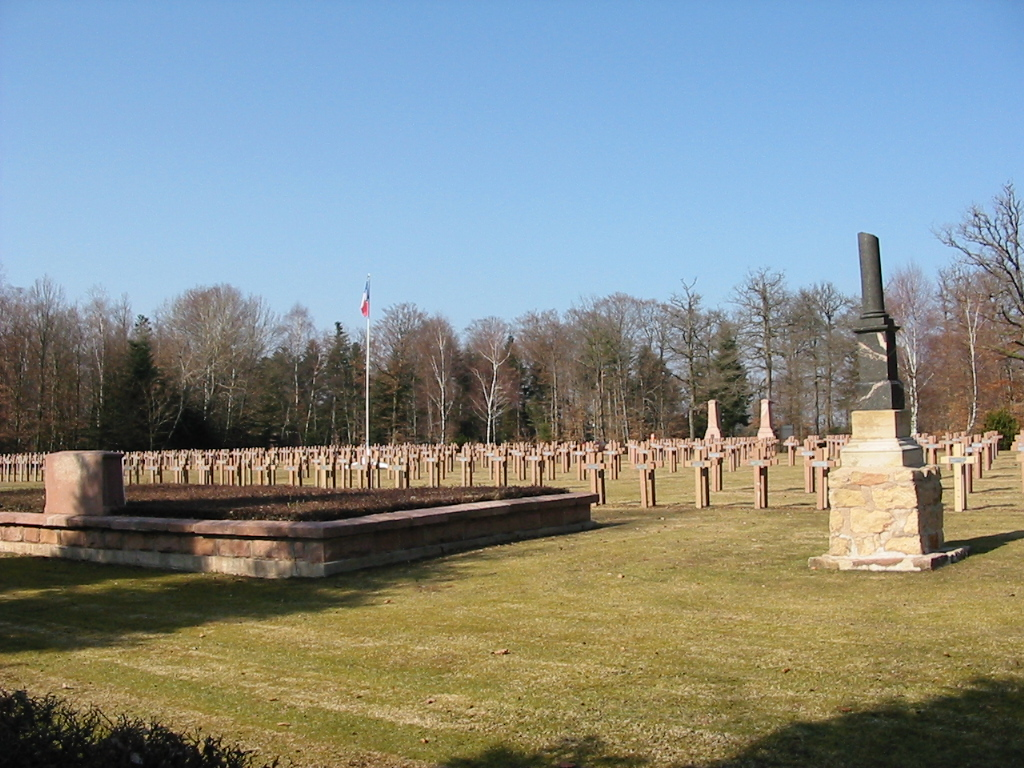
La nécropole militaire.
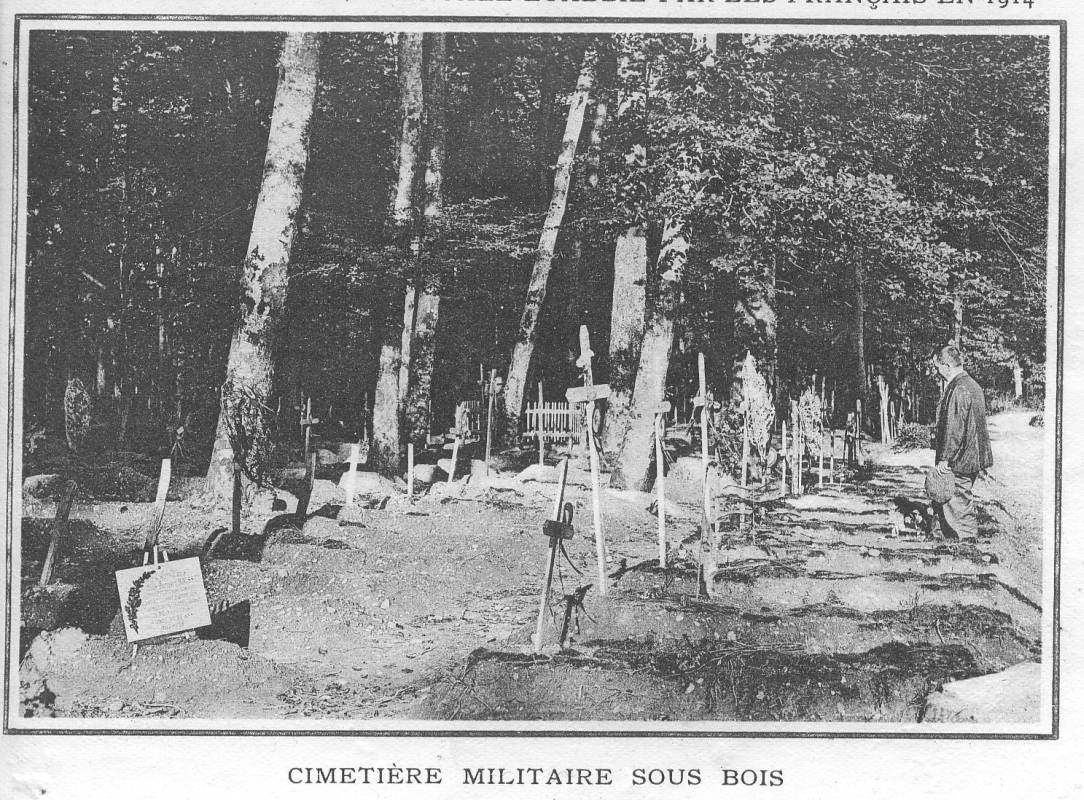
Tombes individuelles, col de la Chipotte, carte postale 1916.
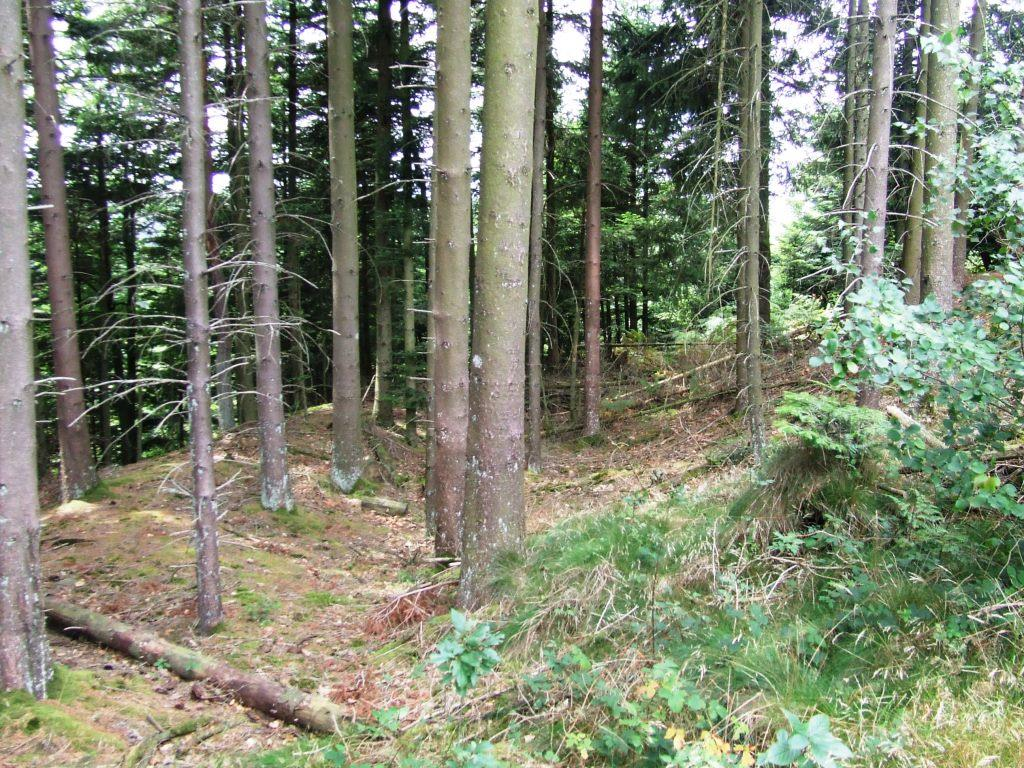
Vue sur l'un des remparts du site de hauteur de Varrinchâtel.

- Église Saints-Benoît-et-Étienne[25], de style Arts Déco, fut reconstruite en 1928.

Son orgue, de 1931,, est de Roethinger.
- Nécropole nationale du col de La Chipotte[31],[32],[33].
- Monuments aux morts[34],[35],[36].
- Éperon barré protohistorique au lieu-dit Warin-Châtel[25]. 48° 21′ 10″ N, 6° 47′ 20″ E

## Politique et administration

### Budget et fiscalité 2023

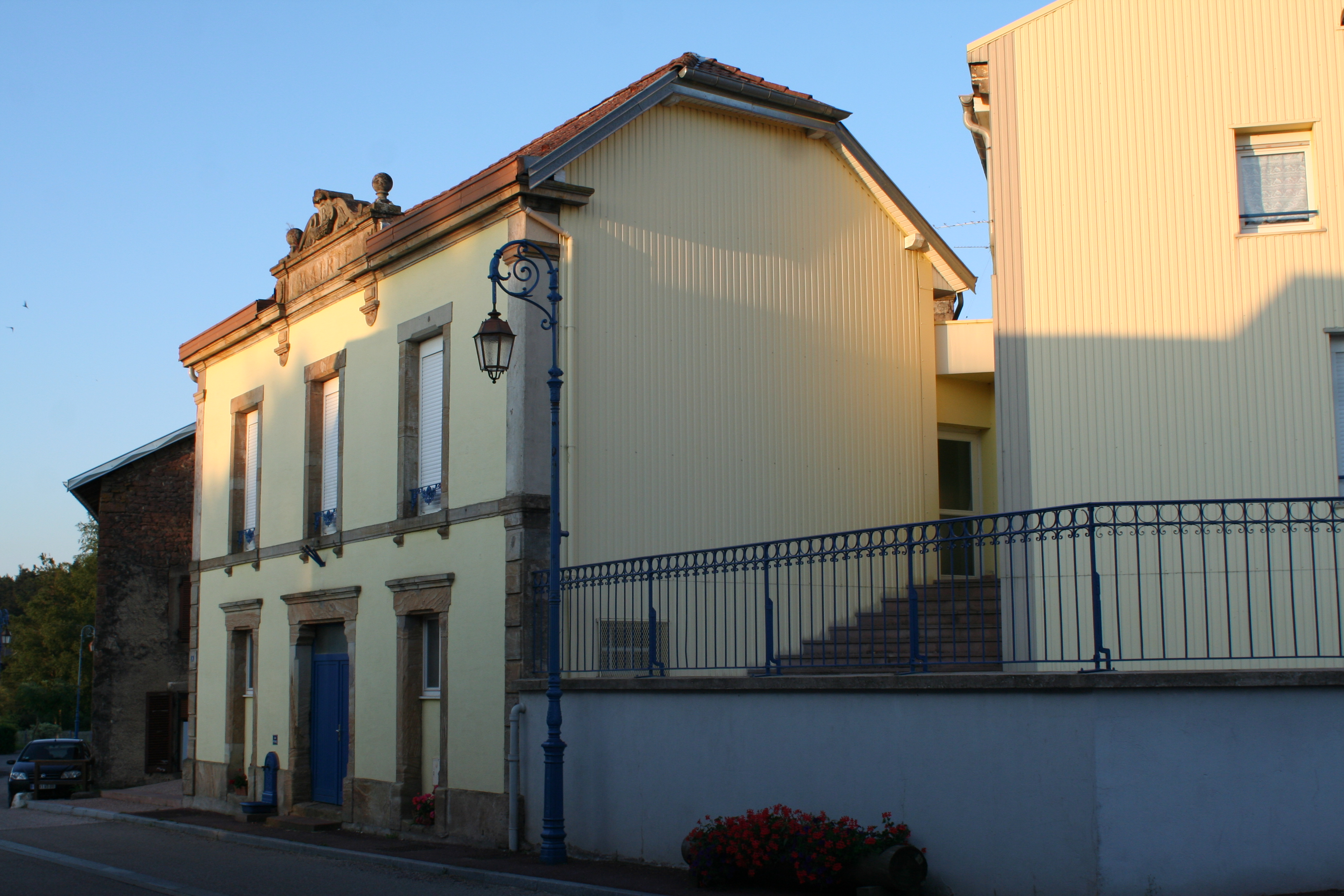
La mairie.

En 2023, le budget de la commune était constitué ainsi :
- total des produits de fonctionnement : 372 000 €, soit 817 € par habitant ;
- total des charges de fonctionnement : 252 000 €, soit 554 € par habitant ;
- total des ressources d'investissement : 289 000 €, soit 635 € par habitant ;
- total des emplois d'investissement : 57 000 €, soit 126 € par habitant ;
- endettement : 188 000 €, soit 414 € par habitant.

Avec les taux de fiscalité suivants :
- taxe d'habitation : 18,06 % ;
- taxe foncière sur les propriétés bâties : 36,36 % ;
- taxe foncière sur les propriétés non bâties : 25,67 % ;
- taxe additionnelle à la taxe foncière sur les propriétés non bâties : 0,00 % ;
- cotisation foncière des entreprises : 0,00 %.

Chiffres clés Revenus et pauvreté des ménages en 2021 : médiane en 2021 du revenu disponible, par unité de consommation : 21 880 €.

### Liste des maires
| Période                                  | Période                   | Identité                 | Étiquette | Qualité                                                      |
| ---------------------------------------- | ------------------------- | ------------------------ | --------- | ------------------------------------------------------------ |
| Les données manquantes sont à compléter. |                           |                          |           |                                                              |
|                                          |                           | René Marotel (1923-1992) |           |                                                              |
|                                          |                           | René Henry               |           |                                                              |
| juin 1995                                | mars 2008                 | Alain Boulay             |           |                                                              |
| mars 2008                                | novembre 2011             | Philippe Lecomte         |           | Démissionnaire pour raisons personnelles et professionnelles |
| janvier 2012                             | En cours (au 24 mai 2020) | Céline Tanneur           | DVD       | Animatrice socioculturelle                                   |

## Économie

### Entreprises et commerces

#### Commerces
- Commerces et services de proximité[40].

## Population et société

### Démographie

#### Évolution démographique
L'évolution du nombre d'habitants est connue à travers les recensements de la population effectués dans la commune depuis 1793. Pour les communes de moins de 10 000 habitants, une enquête de recensement portant sur toute la population est réalisée tous les cinq ans, les populations de référence des années intermédiaires étant quant à elles estimées par interpolation ou extrapolation. Pour la commune, le premier recensement exhaustif entrant dans le cadre du nouveau dispositif a été réalisé en 2005.

En 2022, la commune comptait 445 habitants, en évolution de +5,95 % par rapport à 2016 (Vosges : −2,96 %, France hors Mayotte : +2,11 %).
| 1793 | 1800 | 1806 | 1821 | 1831  | 1836  | 1841  | 1846 | 1856  |
| ---- | ---- | ---- | ---- | ----- | ----- | ----- | ---- | ----- |
| 531  | 515  | 797  | 862  | 1 039 | 1 041 | 1 070 | 990  | 1 035 |

| 1861  | 1866  | 1876 | 1881 | 1886 | 1891 | 1896 | 1901 | 1906 |
| ----- | ----- | ---- | ---- | ---- | ---- | ---- | ---- | ---- |
| 1 018 | 1 002 | 974  | 874  | 844  | 815  | 761  | 678  | 583  |

| 1911 | 1921 | 1926 | 1931 | 1936 | 1946 | 1954 | 1962 | 1968 |
| ---- | ---- | ---- | ---- | ---- | ---- | ---- | ---- | ---- |
| 596  | 516  | 422  | 398  | 467  | 403  | 373  | 371  | 341  |

| 1975 | 1982 | 1990 | 1999 | 2005 | 2006 | 2010 | 2015 | 2020 |
| ---- | ---- | ---- | ---- | ---- | ---- | ---- | ---- | ---- |
| 335  | 325  | 362  | 370  | 402  | 404  | 429  | 424  | 449  |

| 2022 | - | - | - | - | - | - | - | - |
| ---- | - | - | - | - | - | - | - | - |
| 445  | - | - | - | - | - | - | - | - |

### Enseignement
Établissements d'enseignements : 
- Écoles maternelles et primaires à Brû, Jeanménil, Ménil-sur-Belvitte, Saint-Remy, La Bourgonce.
- Collèges à Raon-l'Étape, Rambervillers, Baccarat, Saint-Dié-des-Vosges.
- Lycées à Raon-l'Étap, Roville-aux-Chênes, Saint-Dié-des-Vosges.

### Santé
Professionnels et services de santé :
- Médecins à Rambervillers, Bertrichamps, Baccarat, Raon-l'Étape, Étival-Clairefontaine.
- Pharmacies à Rambervillers, Baccarat, Raon-l'Étape, Étival-Clairefontaine.
- Hôpitaux à Rambervillers, Baccarat, Raon-l'Étape, Bruyères, Senones.

### Cultes
- Culte catholique, Paroisse Saint-Hubert-du-Ban-de-Jeanménil[47], Diocèse de Saint-Dié.

## Personnalités liées à la commune
- L'abbé Camille George, semaine religieuse du diocèse de Saint-Dié[48].

## Pour approfondir